# イルティス級魚雷艇
イルティス級魚雷艇（ドイツ語: Iltis-Klasse）とは、ドイツ民主共和国が設計製造した小型魚雷艇（Leichten Torpedoschnellbooten (LTS)）である。63.3号計画型（Projekt 63.3）とも表記される。国家人民軍人民海軍(東ドイツ海軍)で運用された。

## 概要
船体は魚雷艇としてもきわめて小型で、乗組員は3人のみである。魚雷は艇体後部に2基の533mm魚雷発射管に搭載されており、一端後方に発射するが魚雷は前方に指向しており、スクリューで前進して標的に突き進む。
この他の武装としては魚雷発射管を降ろして機雷敷設装備を搭載することも可能であるが、機関砲などは搭載していない。
設計は1959年に開始され、1964年から量産と就役が始められた。人民海軍においてはソ連製の206型大型魚雷艇などと共に配備されていたが、1977年からは新型のリベレ級魚雷艇にとってかわられて退役した。なお、海外には輸出されていない。